# Carbajales de Alba
Carbajales de Alba ist ein nordwestspanischer Ort und eine Gemeinde (municipio) mit nur noch 466 Einwohnern (Stand: 2024) im Süden der Provinz Zamora in der Autonomen Gemeinschaft Kastilien-León. 

## Lage und Klima
Carbajales de Alba liegt am westlichen Rand der Kastilischen Hochebene (Meseta Iberica) in einer Höhe von ca. 750 m. Im Südosten mündet der Río Aliste in den Esla. Die Provinzhauptstadt Zamora ist gut 28 km (Fahrtstrecke) in südöstlicher Richtung entfernt. Das gemäßigte Kontinentalklima wird nur selten vom Atlantik beeinflusst; Regen fällt vorwiegend im Winterhalbjahr.

## Bevölkerungsentwicklung
| Jahr      | 1970 | 1981 | 1991 | 2001 | 2011 | 2021 |
| Einwohner | 943  | 868  | 757  | 687  | 673  | 491  |

## Sehenswürdigkeiten
- Peterskirche (Iglesia de San Pedro Apóstol)
- Empfangsgebäude des Bahnhofs
- Museum
- Rathaus

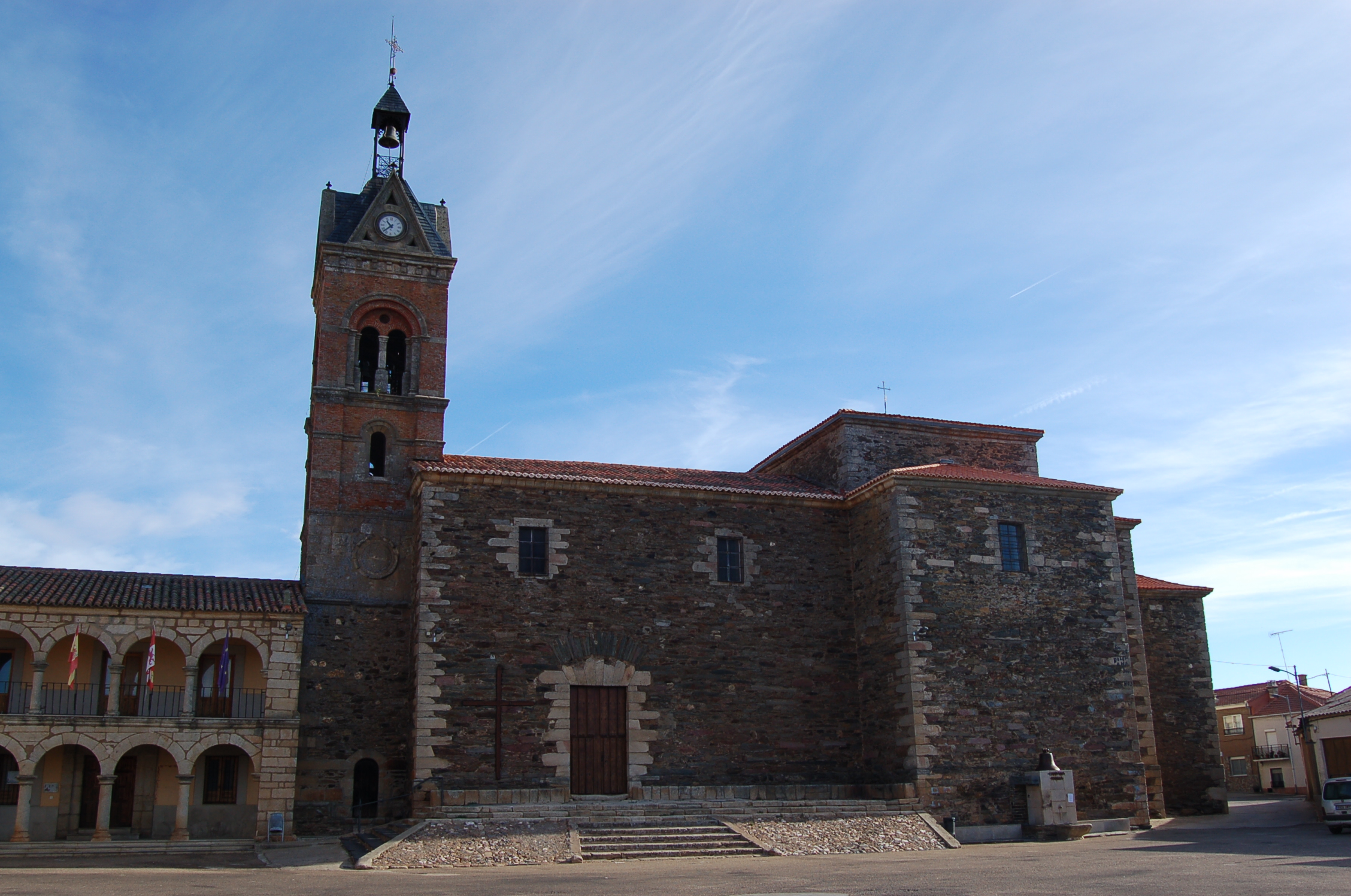
Peterskirche
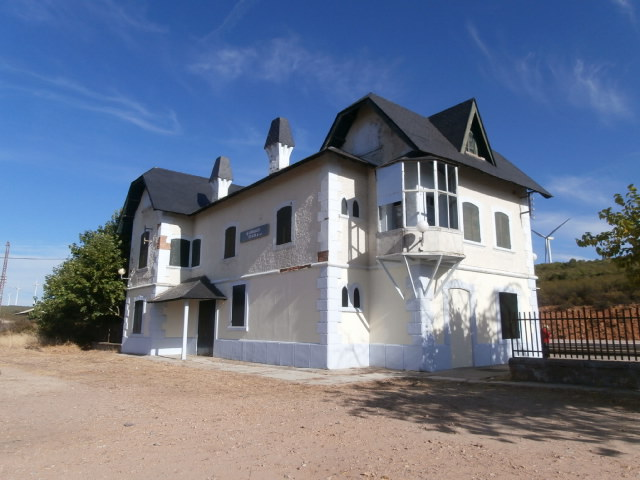
Empfangsgebäude des Bahnhofs
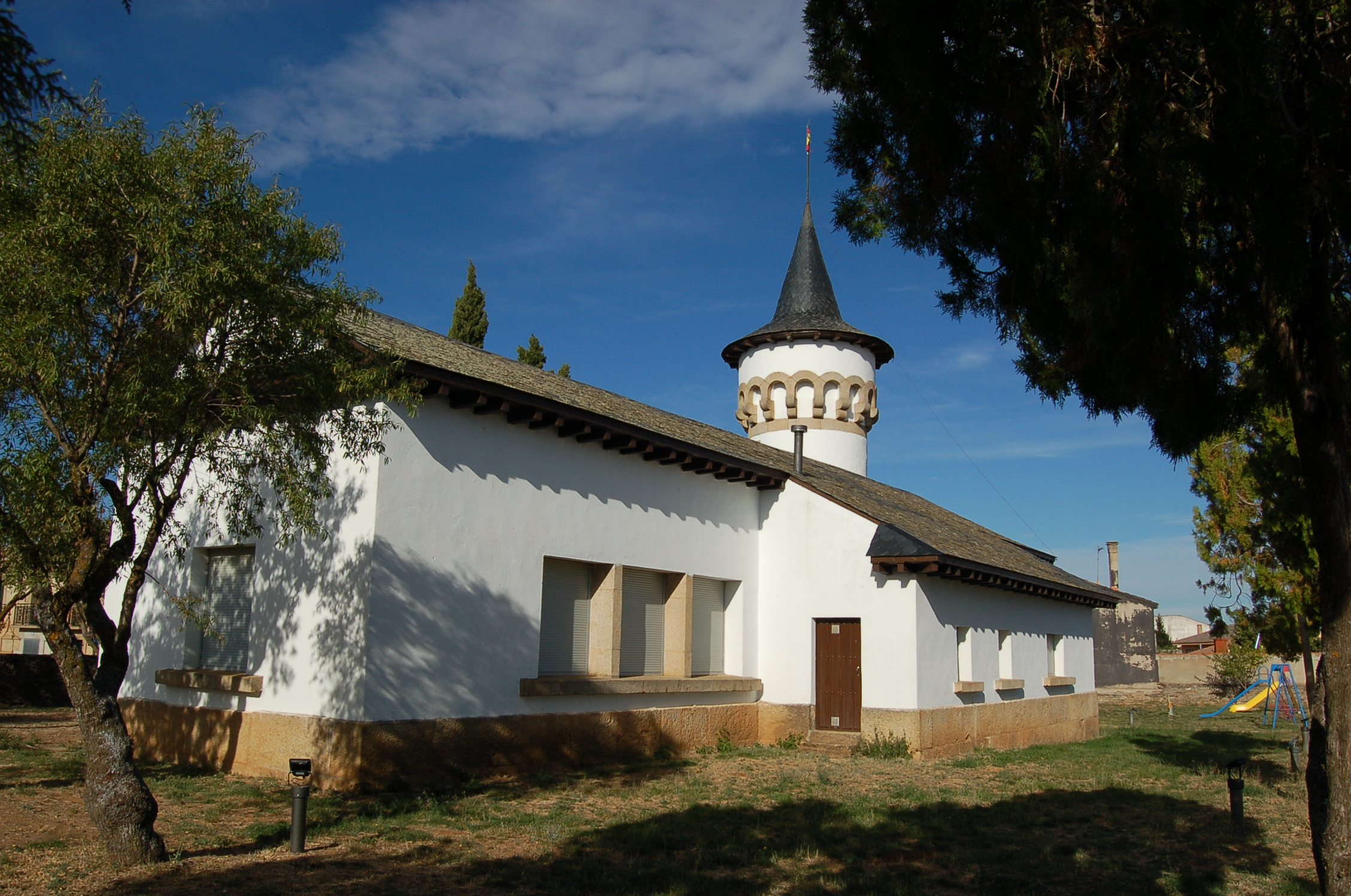
Museum
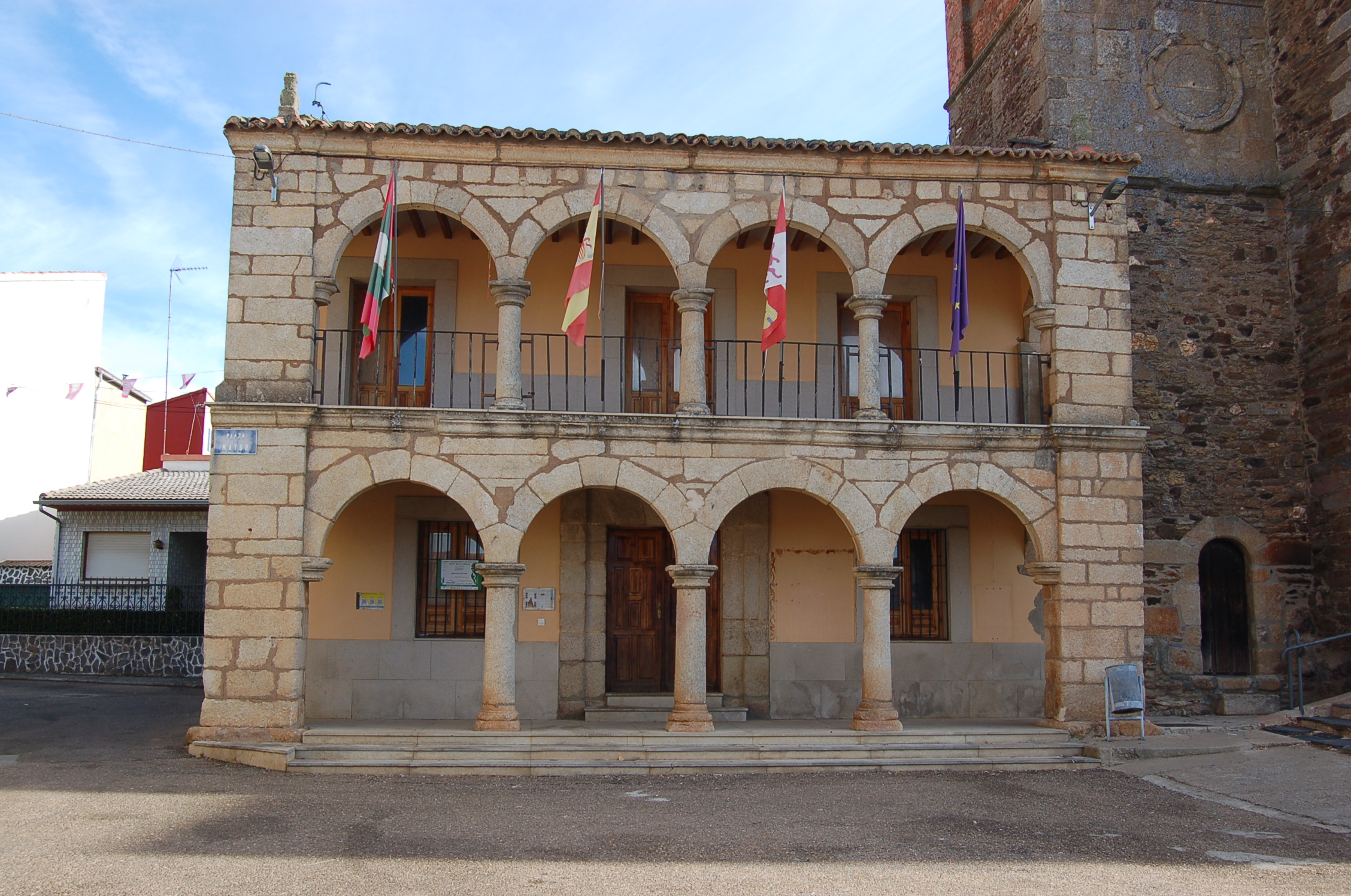
Rathaus

## Persönlichkeiten
- Pedro de Alva y Astorga (um 1601–1667), Franziskaner und Opponent gegen die Dominikaner
- Francisco Rodríguez Pascual (1927–2007), Anthropologe